# Mireia Belmonte
Mireia Belmonte (n. 10 noiembrie 1990, Badalona, Spania) este o înotătoare spaniolă, medaliată olimpică. A participat la 4 ediții ale Jocurilor Olimpice (2008, 2012, 2016, 2020) în care a câștigat o medalie de aur și o medalie de bronz.